# Rosa Roth – Jerusalem oder die Reise in den Tod
Jerusalem oder die Reise in den Tod ist ein deutscher Fernsehfilm von Carlo Rola aus dem Jahr 1998. Es handelt sich um die achte Episode der ZDF-Kriminalfilmreihe Rosa Roth mit Iris Berben in der Titelrolle einer Kriminalhauptkommissarin der Berliner Mordkommission. Roth ist eigentlich privat unterwegs nach Israel als sie sich eines Falles annimmt, dessen Wurzeln weit in der Vergangenheit liegen.
Roths Mitarbeiter Charly Kubick und Karin von Lomanski werden wiederum von Jockel Tschiersch und Carmen-Maja Antoni verkörpert. Die Haupt-Gaststars dieser Folge sind Jan Josef Liefers, Rosemarie Fendel, Traugott Buhre, Peter Roggisch und Alon Abutbul.

## Handlung
Dem Film vorangestellt ist folgendes Zitat: „Ohne Erinnerung leben wir wie Eintagsfliegen. Ohne Vergessen zittern wir ein Leben lang vor dem Tod, der in der Vergangenheit und in der Zukunft haust.“ (Lothar Schöne, Das jüdische Begräbnis)
Rosa Roth, Kriminalhauptkommissarin bei der Berliner Mordkommission, verbringt ihren Jahresurlaub in Jerusalem, wo eine langjährige Freundin von ihr nicht zum ersten Mal heiratet. Im Flugzeug fällt ihr unter den Passagieren jemand auf, der fremde Mitreisende mit der Videokamera filmt. Walter Bannert, der von dem jungen Mann aus unerklärlichen Gründen gefilmt wurde, stirbt einen Tag nach der Ankunft der von Pfarrer Ries geleiteten Reisegruppe in Jerusalem auf der Hoteltoilette. Seine Frau Helga äußert gegenüber Roth, die zufällig im selben Hotel wie die Reisegruppe, ein Zimmer genommen hat, den Verdacht, dass ihr Mann ermordet worden sei, obwohl die hinzugezogenen Mediziner akutes Herzversagen als Todesursache diagnostizieren. Roth gelingt es jedoch nicht, den Einwand von Frau Bannert zur Seite zu schieben und so ermittelt sie innerhalb der Reisegruppe. Dabei stechen der Kommissarin einige der Passagiere dieser Gruppe besonders ins Auge, wie beispielsweise der eigenbrötlerische Hans Leun, ein alter Herr, der Bannert noch aus Kriegszeiten gekannt haben will und der Videofilmer Theo Wandres, der Bannert mit seiner Kamera sozusagen auf Schritt und Tritt verfolgte. Als Roth mit Wandres spricht, meint dieser, er sei mit Bannert befreundet gewesen. Sie hätten beide bei der Bahn gearbeitet, Bannert als Lokführer und er als Zugbegleiter. Niemand, der die Zeit nicht selbst erlebt habe, könne wissen, wie das damals gewesen sei. Bannert habe ihm erzählt, dass er kurz vor Kriegsende einigen Juden das Leben gerettet habe.
Überraschend bittet Hans Leun Rosa Roth um ein abendliches Treffen. Sie konfrontiert ihn damit, dass man gesehen habe, wie er aus dem Toilettenraum gekommen sei, in dem Bannert starb. Leun hat Roth nicht wirklich etwas zu sagen, er blufft sie nur an, sie solle sich aus Dingen heraushalten, von denen sie nichts verstehe und die lange zurücklägen. In dieser Nacht sucht Frau Bannert Roth auf und erzählt, dass sie und ihr Mann erst 1955 geheiratet hätten. Über die Zeit davor habe er nie gesprochen. Er sei Bahnbeamter gewesen. Sie wiederholt nicht zum ersten Mal, dass sie immer dagegen gewesen sei, nach Israel zu reisen. Über Leun hat Roths Berliner Kollege Charly Kubick inzwischen herausgefunden, dass er das „Salomon“, das vor dem Krieg in seinen Papieren stand, habe streichen lassen und nur noch als Hans Leun aufgetreten sei. Während einer Besichtigung entfernt sich Leun, verfolgt von Theo Wandres und seiner Kamera. Leun gelingt es, Wandres zu überwältigen, die Videocassette aus der Kamera zu zerren und sie zu zertreten. Dabe meint er zu Wandres, was er mit Bannert gemacht habe, sei ihm egal, er jedoch, suche sich seine Richter selbst aus. Auch Roth ist den Männer gefolgt, trifft aber nur noch auf Wandres. Er will von Roth wissen, ob sie Qualen verstehe an denen, die nicht wüssten wie ihnen geschieht und wirft die Frage auf, warum zur Abwechslung nicht einmal die leiden würden, die es verdient hätten.
Kurz vor ihrem Abflug nach Deutschland überreicht Frau Bannert Roth das Bild eines jungen Mannes mit den Worten, das sei das Foto, das ihr Mann immer mit sich herumgetragen habe. Sie wolle es nicht haben. Nur wenig später wird Leun mit einem Strick um den Hals entdeckt. Er hat sich erhängt. Als sie mit Wandres darüber spricht, erzählt er ihr, dass seine Methode ganz einfach sei, er kenne die Namen nicht, schaue ins Telefonbuch und so finde er sie. Er habe eine Liste mit noch 18 Namen. Lauter verstockte alte Männer, zu denen er fahre und sich als Historiker ausgebe, deren Gespräche mit ihnen er sodann aufzeichne. So habe er auch Walter Bannert kennengelernt. Der habe ihm erzählt, dass seine „Arbeit“ kriegswichtig gewesen sei, jahrelang habe er die Deportationszüge gefahren – ohne Bedenken. Nur ein einziges Mal, 1945 da habe er seinen Zug gestoppt, alle Waggontüren geöffnet und alle laufen lassen. Die panische Angst der Männer, dass etwas über ihre Vergangenheit bekannt werden könnte, hätte sie dann angetrieben. Sinnierend meint Wandres, was er jetzt mit den anderen 18 Namen aus Berlin machen solle. Wandres weiß aber auch, was es mit dem Foto auf sich hat, das Bannert stets bei sich trug. Er habe in einem alten Juden in einem Café, den 14-jährigen Knaben auf seinem Foto wiedererkannt und sei dann vor seinem eigenen Gewissen davongelaufen. Das habe ihn umgebracht. Er habe ihn nicht angerührt.
Roth sucht gemeinsam mit dem Israeli Uri nach dem Mann, den sie in dem Café schnell ausmachen können. Als Roth wissen will, ob er Deutsch spreche, meint er, ja, das sei seine Muttersprache. Als Roth ihm ein Bild von Walter Bannert zeigt, meint er, er habe diesen Mann noch nie gesehen, dabei umspielt ein Lächeln seine Lippen. Als Roth und Uri ihm zum Abschied zuwinken, winkt er zurück, auf seinem Arm ist eine entsprechende Häftlingsnummer deutlich zu erkennen.

## Produktionsnotizen
Der Film wurde 1997 in Berlin und Jerusalem gedreht. Einige Szenen wurden in der Holokaust Gedenkstätte Yad Vashem aufgenommen. Ausführender Produzent des Films war Oliver Berben, der Sohn der Hauptdarstellerin. Die Aufnahmeleitung lag bei Kathrin Stolze sowie bei Michael Schweiger, Alon Elias und Uri Cohen, die Filmgeschäftsführung hatten Monika Haffert und Reinhard Zölle inne. Die Produktionsleitung oblag Michal Pokorny und Haim Peled, die Herstellungsleitung Jens Christian Susa, die Redaktion lag bei Klaus Bassiner und Alexander Ollig. Als Produzenten des Films fungierten Bernd Burgemeister und Oliver Berben. Es handelt sich um eine Produktion der TV-60 Moovie Entertainment Filmgesellschaft mbH und der ZDF Enterprises GmbH im Auftrag von ZDF und ORF.

## Rezeption

### Veröffentlichung
Am 12. Dezember 1998 wurde die Folge Jerusalem oder die Reise in den Tod zur Hauptsendezeit im Programm des ZDF erstausgestrahlt.
Die Folgen 07–12 der Reihe wurden von Studio Hamburg Enterprises am 2. November 2012 auf DVD herausgegeben.

### Kritik
Die Kritiker der Fernsehzeitschrift TV Spielfilm vergaben an den Film die bestmögliche Wertung, der Daumen zeigte nach oben, für Spannung gab es einen von zwei möglichen Punkten, für Anspruch zwei. Weiter hieß es: „Mitschuld am Holocaust, Verdrängung und Sühne sind das Thema des ungewöhnlichen Krimis. Die psychologische Zeichnung der Figuren ist nicht in jedem Fall gelungen.“ Bezogen auf den gesamten Film lautete das Fazit: „Das ist gewagt, aber durchaus gelungen“.